# Eleições estaduais na Paraíba em 2002
As eleições estaduais na Paraíba aconteceram em 6 de outubro como parte das eleições gerais no Distrito Federal e em 26 estados. Foram escolhidos o governador Cássio Cunha Lima, a vice-governadora Lauremília Lucena, os senadores José Maranhão e Efraim Morais, 12 deputados federais e 36 estaduais. Como nenhum candidato a governador obteve metade dos votos válidos (50% + 1%), houve um segundo turno em 27 de outubro e conforme a Constituição a posse do governador e de sua vice-governadora se daria em 1º de janeiro de 2003 para quatro anos de mandato já sob a égide da reeleição.
Nascido em Campina Grande o governador Cássio Cunha Lima graduou-se advogado em 1991 pela Universidade Federal da Paraíba. Nessa época já estava na vida política, posto que fora eleito deputado federal pelo PMDB em 1986. Membro da Assembleia Nacional Constituinte que elaborou a Constituição de 1988 elegeu-se prefeito de sua cidade natal no mesmo ano, contudo renunciou em 3 de dezembro de 1992 para assumir a Superintendência do Desenvolvimento do Nordeste por escolha do presidente Itamar Franco após indicação de seu partido. Sua gestão à frente do órgão durou treze meses e foi alvo de denúncias e críticas por parte de adversários políticos e suscitou o rumoroso episódio onde seu pai, o então governador Ronaldo Cunha Lima, atirou duas vezes à queima-roupa contra Tarcísio Burity no Restaurante "Gulliver", em João Pessoa. Eleito deputado federal em 1994, retornou à prefeitura de Campina Grande em 1996 sendo reeleito no ano 2000. Após migrar para o PSDB (Partido Social Democrata Brasileiro) foi eleito governador da Paraíba em 2002.
Em meio aos resultados do pleito a odontóloga Lauremília Lucena chamou a atenção por ser a primeira mulher eleita para um cargo executivo na seara estadual. Natural de Sousa, ela foi eleita vice-governadora e é esposa de Cícero Lucena, prefeito de João Pessoa na época da eleição.
Advogado nascido em Araruna e formado na Universidade Federal da Paraíba, José Maranhão começou sua vida política no PTB onde foi eleito deputado estadual em 1954, 1958 e 1962 ocupando a Secretaria de Agricultura no governo José Fernandes de Lima. Adversário do Regime Militar de 1964 obteve um novo mandato pelo MDB em 1966, mas foi cassado pelo Ato Institucional Número Cinco em 1969. Ficou então alheio à política até ingressar no PMDB e ser eleito deputado federal em 1982, 1986 e 1990. Favorável à emenda Dante de Oliveira, eleitor de Tancredo Neves no Colégio Eleitoral, esteve presente na elaboração da Constituição de 1988 e votou a favor do impeachment de Fernando Collor em 1992. Eleito vice-governador na chapa de Antônio Mariz em 1994, foi efetivado em setembro de 1995 após a morte do titular. Reeleito governador da Paraíba em 1998, renunciou ao cargo em 2002 e foi eleito senador.
Engenheiro civil diplomado em 1977 na Universidade Federal da Paraíba, o professor Efraim Morais nasceu em Santa Luzia. Chefe da Carteira de Habitação do Instituto de Previdência do Estado da Paraíba em Campina Grande durante o governo Ivan Bichara e diretor-técnico da Superintendência de Obras do Plano de Desenvolvimento do Estado da Paraíba no primeiro governo Tarcísio Burity, ingressou no PDS e foi eleito deputado estadual em 1982. Criado o PFL, trocou de legenda e foi reeleito em 1986. Em 1990 foi eleito deputado federal ausentando-se na votação sobre a abertura do impeachment de Fernando Collor em 1992, fato que não o impediu de ser reeleito em 1994 e 1998. Sua primeira experiência numa disputa majoritária aconteceu em 2002 quando obteve o mandato de senador.

## Candidatos ao governo da Paraíba
| Candidato(a) a governador(a) | Candidato(a) a governador(a) | Candidato(a) a governador(a) | Candidato(a) a vice-governador(a) | Nº | Coligação/Federação                                                        | Tempo de horário eleitoral |
| ---------------------------- | ---------------------------- | ---------------------------- | --------------------------------- | -- | -------------------------------------------------------------------------- | -------------------------- |
|                              |                              | Alexandre Arruda PSTU        | Hipólito Rodrigues PSTU           | 16 | Sem coligação PSTU                                                         |                            |
|                              |                              | Avenzoar Arruda PT           | Carlos Pedrosa Júnior PL          | 13 | Um Novo Caminho PT, PL, PCdoB, PMN, PSC                                    |                            |
|                              |                              | Cássio Cunha Lima PSDB       | Lauremília Lucena PSDB            | 45 | Por Amor à Paraíba PSDB, PFL, PSD, PV, PST, PRTB Apoio informal: PPS e PRP |                            |
|                              |                              | Lourdes Sarmento PCO         | Manoel Vieira PCO                 | 29 | Sem coligação PCO                                                          |                            |
|                              |                              | Maria José Mendes PGT        | Manuel Araújo PGT                 | 30 | Sem coligação PGT                                                          |                            |
|                              |                              | Roberto Paulino PMDB         | Gervásio Maia PMDB                | 15 | Pra Frente Paraíba PMDB, PPB, PSDC, PHS Apoio informal: PDT, PTB e PSL     |                            |

### Desistiu da campanha
| Candidato(a) a governador(a) | Candidato(a) a governador(a) | Candidato(a) a governador(a) | Candidato(a) a vice-governador(a) | Nº | Coligação/Federação                                  | Tempo de horário eleitoral |
| ---------------------------- | ---------------------------- | ---------------------------- | --------------------------------- | -- | ---------------------------------------------------- | -------------------------- |
|                              |                              | Ana Mangueira PSB            | Rosângela Paiva PSB               | 40 | Frente de Oposição Popular PSB, PAN, PTdoB, PTC, PTN |                            |

## Candidatos ao Senado Federal
| Candidato(a) a senador(a) | Candidato(a) a senador(a) | Candidato(a) a senador(a) | Candidatos a suplente                                     | Nº  | Coligação/Federação                                   | Tempo de horário eleitoral |
| ------------------------- | ------------------------- | ------------------------- | --------------------------------------------------------- | --- | ----------------------------------------------------- | -------------------------- |
|                           |                           | Bala Barbosa PSB          | 1°: Geraldo Amorim (PSB) 2°: Albenor Nunes (PSB)          | 400 | Frente de Oposição Popular PSB, PAN, PTdoB, PTC, PTN} |                            |
|                           |                           | Efraim Morais PFL         | 1°: Fernando Catão (PSDB) 2°: Marta Ramalho (PFL)         | 251 | Por Amor à Paraíba PSDB, PFL, PSD, PV, PST, PRTB      |                            |
|                           |                           | Hermano Nepomuceno PPS    | 1°: Maria do Carmo (PPS) 2°: Oliveiros Cavalcanti (PPS)   | 231 | Frente Trabalhista Paraibana PDT, PTB, PSL, PPS, PRP  |                            |
|                           |                           | José Maranhão PMDB        | 1°: Roberto Cavalcanti (PMDB) 2°: Antônio Sobrinho (PMDB) | 151 | Pra Frente Paraíba PMDB, PPB, PSDC, PHS               |                            |
|                           |                           | Joseilson Freitas PCO     | 1°: Josefa Cassiano (PCO) 2°: Paulo Rodrigues (PCO)       | 299 | Sem coligação PCO                                     |                            |
|                           |                           | Lígia Feliciano PSC       | 1°: Marconi Oliveira (PSC) 2°: Carlos Bezerra (PT)        | 203 | Um Novo Caminho PT, PL, PCdoB, PMN, PSC               |                            |
|                           |                           | Simão Almeida PCdoB       | 1°: Joaquim Neto (PT) 2°: Edivan da Silva (PT)            | 654 | Um Novo Caminho PT, PL, PCdoB, PMN, PSC               |                            |
|                           |                           | Tânia Brito PSTU          | 1°: Antônio Radical (PSTU) 2°: Marcelino Rodrigues (PSTU) | 161 | Sem coligação PSTU                                    |                            |
|                           |                           | Tarcísio Burity PMDB      | 1°: Luiz Gonzaga Burity (PMDB) 2°: Alberto Paulino (PMDB) | 152 | Pra Frente Paraíba PMDB, PPB, PSDC, PHS               |                            |
|                           |                           | Wilson Braga PFL          | 1°: Othamar Gama (PFL) 2°: Cassiano Pereira (PFL)         | 252 | Por Amor à Paraíba PSDB, PFL, PSD, PV, PST, PRTB      |                            |

## Resultados do primeiro turno

### Governador
| Candidatos a governador do estado | Candidatos a vice-governador | Número | Coligação                                                    | Votação | Percentual |
| --------------------------------- | ---------------------------- | ------ | ------------------------------------------------------------ | ------- | ---------- |
| Cássio Cunha Lima PSDB            | Lauremília Lucena PSDB       | 45     | Por Amor à Paraíba (PSDB, PFL, PSD, PV, PST, PRTB, PPS, PRP) | 752.297 | 47,20%     |
| Roberto Paulino PMDB              | Gervásio Maia PMDB           | 15     | Pra Frente Paraíba (PMDB, PPB, PSDC, PHS, PDT, PTB, PSL)     | 637.239 | 39,98%     |
| Avenzoar Arruda PT                | Carlos Pedrosa Júnior PL     | 13     | Um Novo Caminho (PT, PL, PCdoB, PMN, PSC)                    | 200.362 | 12,57%     |
| Alexandre Arruda PSTU             | Hipólito Rodrigues PSTU      | 16     | PSTU (sem coligação)                                         | 1.632   | 0,10%      |
| Lourdes Sarmento PCO              | Manoel Vieira PCO            | 29     | PCO (sem coligação)                                          | 1.434   | 0,09%      |
| Maria José Mendes PGT             | Manuel Araújo PGT            | 30     | PGT (sem coligação)                                          | 844     | 0,05%      |
| Ana Mangueira PSB                 | Rosângela Paiva PSB          | 40     | Frente de Oposição Popular (PSB, PAN, PTdoB, PTC, PTN)       | 01      | 0%         |

## Segundo turno

### Governador
| Candidatos a governador do estado | Candidatos a vice-governador | Número | Coligação                                                    | Votação | Percentual |
| --------------------------------- | ---------------------------- | ------ | ------------------------------------------------------------ | ------- | ---------- |
| Cássio Cunha Lima PSDB            | Lauremília Lucena PSDB       | 45     | Por Amor à Paraíba (PSDB, PFL, PSD, PV, PST, PRTB, PPS, PRP) | 889.922 | 51,35%     |
| Roberto Paulino PMDB              | Gervásio Maia PMDB           | 15     | Pra Frente Paraíba (PMDB, PPB, PSDC, PHS, PDT, PTB, PSL)     | 843.127 | 48,65%     |

## Resultado da eleição para senador
| Candidatos a senador da República | Candidatos a suplente de senador              | Número | Coligação                                                | Votação | Percentual |
| --------------------------------- | --------------------------------------------- | ------ | -------------------------------------------------------- | ------- | ---------- |
| José Maranhão PMDB                | Roberto Cavalcanti PMDB Antônio Sobrinho PMDB | 151    | Pra Frente Paraíba (PMDB, PPB, PSDC, PHS, PDT, PTB, PSL) | 831.083 | 28,71%     |
| Efraim Morais PFL                 | Fernando Catão PSDB Marta Ramalho PFL         | 251    | Por Amor à Paraíba (PSDB, PFL, PSD, PV, PST, PRTB)       | 594.191 | 20,53%     |
| Wilson Braga PFL                  | Othamar Gama PFL Cassiano Pereira PFL         | 252    | Por Amor à Paraíba (PSDB, PFL, PSD, PV, PST, PRTB)       | 591.390 | 20,43%     |
| Tarcísio Burity PMDB              | Luiz Gonzaga Burity PMDB Alberto Paulino PMDB | 152    | Pra Frente Paraíba (PMDB, PPB, PSDC, PHS, PDT, PTB, PSL) | 510.734 | 17,64%     |
| Lígia Feliciano PSC               | Marconi Oliveira PSC Carlos Bezerra PT        | 203    | Um Novo Caminho (PT, PL, PCdoB, PMN, PSC)                | 169.895 | 5,87%      |
| Simão Almeida PCdoB               | Joaquim Neto PT Edivan da Silva PT            | 654    | Um Novo Caminho (PT, PL, PCdoB, PMN, PSC)                | 113.405 | 3,91%      |
| Bala Barbosa PSB                  | Geraldo Amorim PSB Albenor Nunes PSB          | 400    | Frente de Oposição Popular (PSB, PAN, PTdoB, PTC, PTN)   | 60.290  | 2,08%      |
| Hermano Nepomuceno PPS            | Maria do Carmo PPS Oliveiros Cavalcanti PPS   | 231    | Frente Trabalhista Paraibana (PDT, PTB, PPS, PRP, PSL)   | 14.576  | 0,54%      |
| Tânia Brito PSTU                  | Antônio Radical PSTU Marcelino Rodrigues PSTU | 161    | PSTU (sem coligação)                                     | 6.543   | 0,22%      |
| Joseilson Freitas PCO             | Josefa Cassiano PCO Paulo Rodrigues PCO       | 299    | PCO (sem coligação)                                      | 2.061   | 0,07%      |

## Deputados federais eleitos
São relacionados os candidatos eleitos com informações complementares da Câmara dos Deputados.

Representação eleita
  PSDB: 3
  PMDB: 2
  PTB: 2
  PPB: 2
  PT: 1
  PSD: 1
  PL: 1

Fonteː
| Número | Deputados federais eleitos | Partido | Votação | Percentual | Cidade onde nasceu   | Unidade federativa |
| 1511   | Wilson Santiago            | PMDB    | 99.941  | 5,80%      | Uiraúna              | Paraíba            |
| 4510   | Ronaldo Cunha Lima         | PSDB    | 95.537  | 5,54%      | Guarabira            | Paraíba            |
| 1555   | Benjamin Maranhão          | PMDB    | 95.151  | 5,52%      | João Pessoa          | Paraíba            |
| 1414   | Carlos Dunga               | PTB     | 82.228  | 4,77%      | Pombal               | Paraíba            |
| 4567   | Armando Abílio             | PSDB    | 80.245  | 4,65%      | Itaporanga           | Paraíba            |
| 1345   | Luiz Couto                 | PT      | 77.432  | 4,49%      | Soledade             | Paraíba            |
| 1456   | Wellington Roberto         | PTB     | 76.526  | 4,44%      | São José de Piranhas | Paraíba            |
| 1122   | Adauto Pereira             | PPB     | 76.356  | 4,43%      | Pombal               | Paraíba            |
| 1111   | Enivaldo Ribeiro           | PPB     | 74.680  | 4,33%      | Campina Grande       | Paraíba            |
| 4111   | Lúcia Braga                | PSD     | 72.449  | 4,20%      | João Pessoa          | Paraíba            |
| 4533   | Domiciano Cabral           | PSDB    | 69.668  | 4,04%      | João Pessoa          | Paraíba            |
| 2233   | Filemon Rodrigues          | PL      | 37.224  | 2,16%      | Mamanguape           | Paraíba            |

## Deputados estaduais eleitos
Estavam em jogo 36 vagas na Assembleia Legislativa da Paraíba.

Representação eleita
  PMDB: 10
  PSDB: 9
  PFL: 4
  PT: 4
  PPB: 2
  PSB: 2
  PTB: 2
  PDT: 1
  PL: 1
  PPS: 1

Fonteː
| Número | Deputados estaduais eleitos | Partido | Votação | Percentual | Cidade onde nasceu   | Unidade federativa |
| 13666  | Ricardo Coutinho            | PT      | 47.912  | 2,77%      | João Pessoa          | Paraíba            |
| 15111  | Manoel Junior               | PMDB    | 35.160  | 2,03%      | Pedras de Fogo       | Paraíba            |
| 15155  | Olenka Maranhão             | PMDB    | 33.740  | 1,95%      | João Pessoa          | Paraíba            |
| 45800  | Ruy Carneiro                | PSDB    | 33.648  | 1,94%      | Rio de Janeiro       | Rio de Janeiro     |
| 45245  | Edina Wanderley             | PSDB    | 30.536  | 1,76%      | Patos                | Paraíba            |
| 45789  | Rômulo Gouveia              | PSDB    | 28.996  | 1,67%      | Campina Grande       | Paraíba            |
| 11111  | Aguinaldo Ribeiro           | PPB     | 28.229  | 1,63%      | Campina Grande       | Paraíba            |
| 45111  | Trocolli Júnior             | PMDB    | 27.651  | 1,6%       | João Pessoa          | Paraíba            |
| 12345  | Vital do Rego Filho         | PDT     | 27.473  | 1,59%      | Campina Grande       | Paraíba            |
| 45145  | Arthur Cunha Lima           | PSDB    | 26.935  | 1,55%      | Campina Grande       | Paraíba            |
| 15199  | Gervásio Filho              | PMDB    | 26.152  | 1,51%      | São Paulo            | São Paulo          |
| 45000  | Fábio Nogueira              | PSDB    | 24.390  | 1,41%      | Campina Grande       | Paraíba            |
| 15221  | Chica Motta                 | PMDB    | 24.163  | 1,39%      | Catolé do Rocha      | Paraíba            |
| 45444  | Antônio Mineral             | PSDB    | 23.687  | 1,37%      | Patos                | Paraíba            |
| 45123  | Zenóbio Toscano             | PSDB    | 38.265  | 1,95%      | Guarabira            | Paraíba            |
| 15115  | Ariano Fernandes            | PMDB    | 23.670  | 1,37%      | João Pessoa          | Paraíba            |
| 40444  | Fabiano Lucena              | PSB     | 23.358  | 1,35%      | João Pessoa          | Paraíba            |
| 13333  | Frei Anastácio              | PT      | 22.354  | 1,29%      | Esperança            | Paraíba            |
| 22555  | Pastor Fausto Oliveira      | PL      | 22.012  | 1,27%      | Ponta Porã           | Mato Grosso do Sul |
| 25110  | José Lacerda Neto           | PFL     | 21.836  | 1,26%      | São José de Piranhas | Paraíba            |
| 13110  | Rodrigo Soares              | PT      | 21.442  | 1,24%      | João Pessoa          | Paraíba            |
| 45006  | Biu                         | PSDB    | 21.338  | 1,23%      | Catolé do Rocha      | Paraíba            |
| 15222  | Walter Brito                | PMDB    | 21.068  | 1,22%      | Campina Grande       | Paraíba            |
| 25147  | Lucinha                     | PFL     | 20.782  | 1,2%       | Esperança            | Paraíba            |
| 11222  | Jacó Maciel                 | PPB     | 20.627  | 1,19%      | Campina Grande       | Paraíba            |
| 15152  | Iraê Lucena                 | PMDB    | 20.370  | 1,18%      | Rio de Janeiro       | Rio de Janeiro     |
| 45678  | Tião Gomes                  | PSDB    | 20.307  | 1,17%      | Pombal               | Paraíba            |
| 15200  | Pedro Medeiros              | PMDB    | 20.248  | 1,17%      | São João do Cariri   | Paraíba            |
| 15113  | Djaci Brasileiro            | PMDB    | 20.230  | 1,17%      | Igaracy              | Paraíba            |
| 25800  | Quintans                    | PSDB    | 19.521  | 1,13%      | Sumé                 | Paraíba            |
| 40123  | José Aldemir                | PSB     | 19.359  | 1,12%      | Cajazeiras           | Paraíba            |
| 14567  | Manoel Ludgério             | PTB     | 19.132  | 1,1%       | Catolé do Rocha      | Paraíba            |
| 14666  | Ricardo Marcelo             | PTB     | 18.568  | 1,07%      | João Pessoa          | Paraíba            |
| 25600  | Valdecir Amorim             | PSDB    | 17.670  | 1,02%      | Teixeira             | Paraíba            |
| 13123  | Giannina                    | PT      | 11.310  | 0,65%      | João Pessoa          | Paraíba            |
| 23231  | João Bosco Carneiro Júnior  | PPS     | 9.565   | 0,55%      | João Pessoa          | Paraíba            |

## Aspectos da campanha

### Punições ao Sistema Correio
Durante a campanha eleitoral de 2002 a TV Correio (afiliada da RecordTV) e as rádios que integram o Sistema Correio de Comunicação receberam punições entre setembro e outubro. A primeira sanção do TRE foi a suspensão, por 24 horas, da programação da TV Correio após um agravo regimental interposto pela "Frente de Oposição Popular" (PSB, PAN, PTdoB, PTC e PTN) ter sido aceito por unanimidade. A acusação é de que o canal não havia convidado a candidata do PSB, Ana Mangueira, no primeiro debate entre os candidatos ao governo do estado.
Em 6 de outubro as rádios Correio FM e Correio AM foram punidas pela Justiça Eleitoral. A coligação "Por Amor à Paraíba" (PSDB, PFL, PV, PSD, PST e PRTB) acusou as emissoras de favorecer os outros postulantes ao Palácio da Redenção. A TV Correio e a Correio FM voltaram a sair do ar nos dias 24 e 25, desta vez sob a acusação feita pelo candidato do PSDB, Cássio Cunha Lima, de exibir declarações favoráveis a Roberto Paulino e desfavoráveis ao tucano. Ao contrário da primeira suspensão, a TV Correio ficou sem exibição durante 48 horas, e durante o período, exibia a cada quinze minutos a frase "Suspenso por determinação da Justiça Eleitoral". Em 26 de outubro, as 8 emissoras de rádio que integravam o Sistema Correio na época foram sancionadas com a retirada de suas programações, voltando ao ar somente no dia da eleição.

### Programa eleitoral censurado
Em 4 de setembro, o departamento jurídico da campanha da coligação "Pra Frente Paraíba" (PMDB, PPB, PSDC e PHS) entrou com representação no TRE e no TSE contra a TV Cabo Branco (afiliada da Rede Globo em João Pessoa e geradora do guia eleitoral), acusando-a de não ter exibido um programa do ex-governador e candidato ao Senado pelo PMDB, Tarcísio Burity, que descreve o atentado que sofrera em 1993, quando levou 2 tiros no restaurante Gulliver, disparados por seu sucessor no cargo, Ronaldo Cunha Lima. Neste mesmo programa, seria exibida uma foto de Cássio Cunha Lima e declarações dele afirmando que a tentativa de assassinato de Burity fora "um erro" de Ronaldo. Para o PMDB, o ato fora interpretado como "censura".
Segundo o jornalista Edmilson Lucena, o programa de Burity não fora exibido de propósito, apenas para que o candidato do PSDB pudesse fazer sua defesa. Na época, um dos suplentes de Ronaldo Cunha Lima (eleito para a Câmara dos Deputados com a segunda maior votação) era José Carlos da Silva Júnior, diretor-presidente da TV Cabo Branco.
Uma semana depois das denúncias feitas pela coligação, a Justiça Eleitoral obrigou a emissora a exibir o programa censurado antes do guia eleitoral exibido à noite

### Curiosidades da eleição
A eleição de 2002 marcou as estreias de PTdoB, PTN, PGT, PHS e PRTB, que não participaram do pleito de 1998 (no caso do PHS, que estrearia no pleito de 2000, o partido ainda era conhecido como PSN). Com 2 candidatos a deputado federal (Francisquinho e Brito) e um para deputado estadual (Anchieta Melo), o PTdoB não teve um desempenho satisfatório nas urnas; já o PTN, que apoiou Ana Mangueira na disputa pelo governo da Paraíba, e o PRTB, que integrou a coligação "Por Amor à Paraíba", não lançaram nenhum candidato. O PGT, que disputara as eleições municipais de 2000, lançou Américo Gomes como candidato a deputado federal, tendo recebido apenas 1.279 votos. Esta foi, também, a última participação da legenda, que fundiu-se com o PL em 2003, juntamente com o PST. Além de PGT e PST, outro partido disputou sua última eleição: o PSD, que foi incorporado ao PTB, lançou apenas 2 candidatos (Lúcia Braga, eleita deputada federal, e Zerinho para deputado estadual).
Dois partidos ficaram de fora da disputa eleitoral: o PRONA, que participou da eleição de 1998, e o PCB.
Sem candidatos a uma vaga na Câmara dos Deputados, o PSTU lançou apenas o professor Lissandro Saraiva como postulante a deputado estadual, obtendo apenas 680 votos. O PCO, que em 1998 teve apenas Lourdes Sarmento (candidata a governadora em 3 eleições) na citada disputa, teve 18 postulantes a deputado federal e estadual, e nenhum deles conquistou votações expressivas. O candidato a senador pelo partido, Joseilson Freitas, foi o menos votado, com 2.061 sufrágios.
Taciano Wanderley, Chico Matica (ambos do PDT), Veríssimo (PSC), Giovanni Montini (PST), Maurício Leite, Ivaldo Filho (todos do PFL), Júnior (PT), Alcindor Villarim, Gilbran Asfora, Antonio Aladim (todos do PMDB), Carla da Nóbrega (PSL), Jardes (PHS), Paulo Vassourão (PTC) e Djacyr Arruda (PSB) não receberam nenhum voto para deputado federal, pois renunciaram ou tiveram suas candidaturas indeferidas. Outros 20 candidatos a uma vaga na Assembleia Legislativa ficaram zerados na disputa pelo mesmo motivo: Elizabeth Alves (PTC), Elisabete Sarmento (PCO), Fernando Melo (PSDB), Carlos José (PTB), Rociberg (PPB), Guga Silva (PT), Dr. Juca (PSL), Bruno Gaudêncio (PST), Dr. João Leite (PL), Carlos Koury (PPS), Zarinha (PFL), Noaldo (PAN), Nelson Lira (PSDC), Neném, Celina Tábila, Adriano Ferreira (todos do PCO), Sheylla Mendes (PGT), Antonio Mariz Maia (PSB), Alberto Magno (PSD) e João Máximo (PSDB).